# Маккароне, Массимо
Ма́ссимо Маккароне (итал. Massimo Maccarone; род. 6 сентября 1979[…], Галлиате, Пьемонт) — итальянский футболист, нападающий.

## Карьера
Массимо Маккароне родился в семье Вивианы и Андрея, являющегося торговым агентом. Также у него есть брат, Виченцо, также желавший стать футболистом, но не прошедший просмотр в «Милане» и, в результате, ставший художником, имевшим собственную галерею в Милане.
Первой командой Маккароне стала «Оледжо», где он играл вместе со своими друзьями, с которой дошёл до финала турнира Фортина и Дзанолли в возрастной категории Пульчини. В возрасте 9 лет он перешёл в клуб «Соккер Бойс Турбиджо», где выступал 5 лет. В 1993 году Маккароне перешёл в «Милан», где он провёл 5 сезонов. В 1994 году Маккароне, подрабатывавший продавцом фруктов в магазине, попал в пожар, смотря один из матчей чемпионата мира. В 1998 году он играл на турнире Вияреджо, где стал одним из лучших игроков. После того, как он сыграл несколько товарищеских игр в основе «россонери», его арендовала «Модена», однако в основе клуба он так и не дебютировал.
В сентябре 1998 года Маккароне перешёл в «Прато», где провёл 21 матч и забил 4 гола, первый из которых 4 октября 1998 года в матче с «Кремаперго» (2:0). Летом 1999 года Массимо был арендован «Варезе». Он дебютировал в составе команды 5 сентября в матче с «Брешелло» (1:1). Однако Массимо провёл за клуб лишь 3 игры и вернулся в «Прато», где сыграл 28 матчей и забил 20 голов, доведя клуб до финала плей-офф, в котором его команда проиграла «Алессандрии», несмотря на гол Маккароне.
В 2000 году половину контракта Массимо выкупила «Эмполи». В клубе он составил дуэт нападения вместе с Антонио Ди Натале. В первом же сезоне он провёл за клуб 16 голов, первый из которых 16 сентября в первой игре за клуб против «Пескары». В июне 2001 года главный тренер «Милана» Фатих Терим решил вернуть футболиста в команду. Он даже провёл необходимые медицинские тесты в клубе, но «Эмполи» принял решение полностью выкупить трансфер футболиста. Сам Массимо был недоволен этим решением. В сезоне 2001/2002 Маккароне забил 10 голов, а Ди Натале — 16, и эти два футболиста помогли своему клубу выйти в серию А. Последний матч за «Эмполи» Маккароне провёл 5 мая 2000 года против «Виченцы». После удачного молодёжного первенства Европы, где он стал лучшим бомбардиром, Массимо заинтересовались клубы Италии и Англии; в частности, «Челси» предложил клубу 8 млн, но это предложение было отвергнуто.
В июле 2002 года Маккароне был куплен английским клубом «Мидлсбро», заплатившим за трансфер форварда 13 млн евро. Этот трансфер стал самым дорогим в истории английской команды. Главный тренер команды сказал, что клуб купил футболиста, более всего похожего на Дель Пьеро. В составе клуба планировалось, что итальянец заменит ушедшего Пола Инса. В первых 5 играх Массимо забил 3 гола, но затем его результативность упала, и он был отправлен на скамью запасных, а выходя на поле, использовался не в нападении команды. В течение сезона у Маккароне был перерыв — 104 дня, когда он не мог забить.. 24 февраля 2004 года Массимо выиграл свой первый трофей в карьере — Кубок Футбольной лиги, в финале которого итальянец не появился.
Летом 2004 года Маккароне захотел вернуться в Италию. Футболист был арендован «Пармой», где тренером был Сильвио Бальдини, с которым Массимо уже работал в «Эмполи». Сумма аренды составила 1 млн евро. За полгода в клубе Маккароне сыграл 12 встреч и забил 2 гола. В составе команды он дебютировал на европейской арене, сыграв в розыгрыше Кубка УЕФА. В январе 2005 года Массимо перешёл в «Сиену», где провёл 17 матчей и забил 6 голов.
Сезон 2005/06 Маккароне снова начал в составе «Мидлсбро», но провёл за клуб 25 матчей и забил 7 голов, один из которых, на 90-й минуте 1/4 финала Кубка УЕФА, принёс клубу выход в полуфинал. В полуфинале с клубом «Стяуа» Массимо, выйдя со скамьи запасных, забил во втором матче 2 гола, которые позволили его команде выйти в финал соревнования. В финальной игре он также вышел на замену, но его клуб проиграл 0:4 «Севилье». В сезоне 2006/07 Маккароне сыграл лишь 7 игр и забил 1 гол. 30 января 2007 года Массимо был куплен «Сиеной» за 15 млн евро, заключив трёхлетний контракт на 800 тыс. евро за сезон. После ухода Маккароне сказал слова о главном тренере «Мидлсбро» Стиве Макларене: «„Великолепный“ Макларен — самый лицемерный и фальшивый человек, которого я когда-либо имел несчастье встретить. Он повел себя отвратительно, оставив меня на скамейке запасных в финале Кубка Лиги 2004 года, хотя говорил всем, что я нападающий номер один в его команде и он рассчитывает на меня. Только в Англии тренер с такими ограниченными возможностями мог стать главным тренером сборной»..
Маккароне начал выступления во втором приходе в клуб 10 февраля в игре с «Кальяри» (2:2), а уже 17 февраля забил два гола в ворота «Милана», однако его клуб проиграл матч 3:4. Этот матч стал первым за 11 месяцев, проведённый футболистом полностью. В первом сезоне за клуб он провёл 11 матчей и забил 6 голов, пропустив часть игр из-за растяжения бедра. В сезоне 2007/08 он забил 14 голов, среди которых один гол в Кубке Италии, после которого Массимо отпраздновал забитый мяч, сымитировав жест баскетболиста. В первом матче сезона 2008/09 с «Аталантой» Маккароне оскорбил судью, за что его дисквалифицировали на 3 игры; позже дисквалификация была сокращена до 2 игр. 10 сентября 2008 года Массимо продлил контракт с командой до 2012 года, а 23 ноября забил первый мяч в сезоне, поразив ворота «Кьево»; всего в сезоне он забил 10 голов. При этом футболист пропустил полтора месяца из-за рецидива травмы бедра. В следующем году он забил 12 голов в 37 матчах. Последний матч за клуб он провёл 16 мая 2010 года с «Интером».
15 июня 2010 года Маккароне подписал 3-летний контракт с «Палермо», заплатившей за трансфер игрока 4,5 млн евро. Заработная плата форварда составила 700 тыс. евро в год. Он дебютировал в составе команды в матче Лиги Европы с клубом «Марибор», где забил гол, реализовав пенальти. 23 декабря «Палермо» расторгло контракт с футболистом. Его агент сообщил: «На днях мне позвонили из клуба и сказали, что в услугах Маккароне больше не нуждаются. Это было решение „Палермо“, но никак не решение Массимо». Несмотря на заявление клуба, 6 января 2011 года Маккароне вышел на поле в игре с «Сампдорией» и забил гол. В январе Маккароне начал переговоры о переходе в «Фиорентину», однако сделка не состоялась.
24 января 2011 года футболист подписал контракт с «Сампдорией». Сумма трансфера составила 3 млн евро. 26 января 2012 года итальянец вновь перешёл «Эмполи». В том же сезоне именно Максимо сыграл решающую роль в матче за право остаться в серии B в переходном матче с «Винченцой» после окончания сезона помог команде сохранить место в лиге, оформив дубль, помог команде отыграться с 0:2 после первого тайма, забил решающий гол с выхода 1 на 1 на последней минуте основного времени. Была зафиксирована итоговая победа «Эмполи» 3:2.

## Международная карьера
Во время выступления в «Эмполи» Маккароне играл за молодёжную сборную Италии. В 2002 году он стал лучшим бомбардиром молодёжного чемпионата Европы, забив в 4 играх 3 гола.
27 марта 2002 года Массимо дебютировал в составе первой сборной в матче с Англией, куда попал благодаря травме Кристиана Вьери. В этой игре форвард заработал пенальти, с которого был забит победный мяч. При этом Маккароне стал первым игроком, который, будучи игроком из серии В в наиболее юном возрасте (20 лет), дебютировал в национальной команде.

## Достижения
- Обладатель Кубка футбольной лиги Англии: 2004
- Лучший бомбардир чемпионата Европы (до 21 года): 2002 (3 гола)
- Обладатель премии Сильвио Пиолы: 2002